# Monte Herzl Plaza
Il piazzale del Monte Herzl (in ebraico רחבת הר הרצל [Reḥavat Har Hertsel]) è la piazza cerimoniale sulla sommità del monte Herzl a Gerusalemme. La piazza è utilizzata ogni anno per la cerimonia di apertura dell'Israel Independence Day. Sul lato nord della piazza si trova la tomba di Theodor Herzl, il fondatore del moderno sionismo. La piazza è sul punto più alto del monte Herzl, al centro del cimitero nazionale.

## Galleria d'immagini

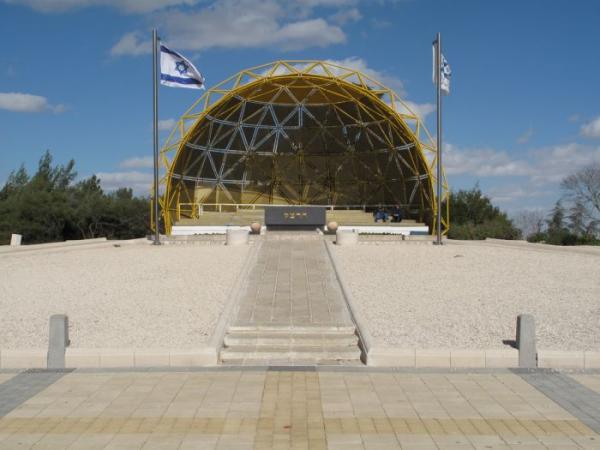
La tomba di Herzl nel lato nord
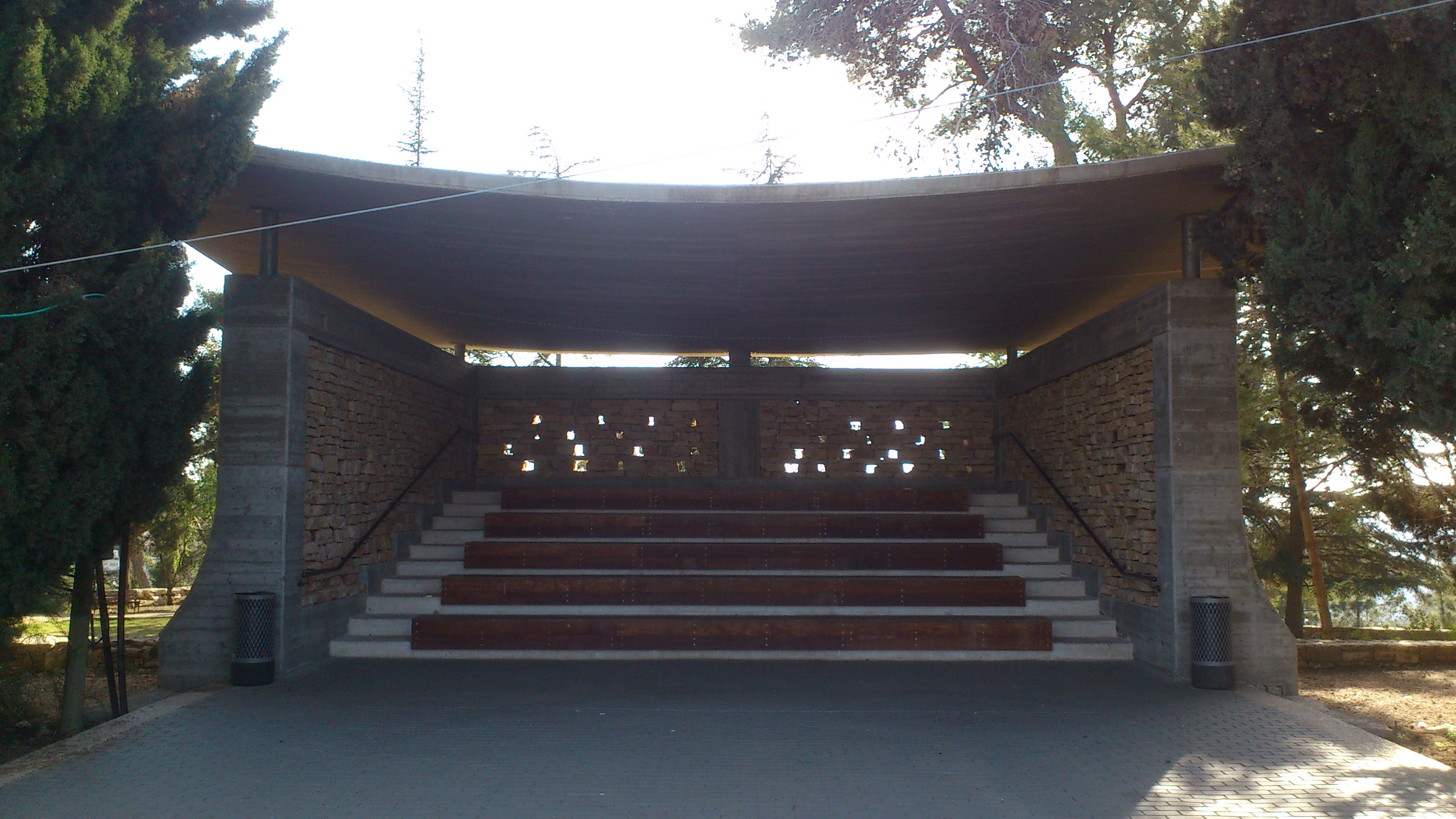
Lato sud della piazza